# Nils Candia Gini
Mariano Nils Candia Gini (Asunción, 2 de junio de 1944) es un político y abogado paraguayo. Fue presidente del Partido Revolucionario Febrerista (PRF) dentro del período 2006-2009.

## Biografía

### Juventud
Cursó sus estudios secundarios en el Colegio Nacional de la Capital —recibiendo la medalla de oro por ser el mejor alumno—, de Asunción, donde empezó a relacionarse con el Febrerismo. Luego, se recibió de abogado en la Facultad de Derecho de la Universidad Nacional de Asunción.

### Lucha contra la dictadura
Combatió y defendió al PRF en las épocas más difíciles de la Dictadura Stronista, siendo varias veces detenido y preso por la policía del régimen. Desde esos tiempos ha venido acumulando diferentes cargos dentro de esta nucleación política, siendo secretario general del partido en el periodo 1985-1987, parte del consejo de redacción del semanario El Pueblo. Luego, uno de los fundadores y líder de una línea interna llamada Movimiento Demócrata Socialista (MDS) a mediados de 1988 y llegando hasta la presidencia con la fundación de un nuevo movimiento interno denominado Reverdecer Febrerista. Este movimiento busca reestructurar y recuperar la línea histórica y potenciar la militancia del PRF, objetivos que sin lugar a dudas los vino cumpliendo a cabalidad siendo uno de sus mayores logros formar parte de la disuelta Concertación Nacional, luego reorganizada en la Alianza Patriótica para el Cambio en donde el PRF es pieza fundamental, ya que en su histórica sede la Casa del Pueblo tuvo lugar la firma de esta Alianza recordando en esta forma aquel pacto opositor conocido como Acuerdo Nacional allá por fines de 1978. Otro logro suyo la creación de la Alianza Democrática Tricolor (ADT) para candidaturas a Senadores, Diputados, Concejales departamentales y candidatos a Parlasur que serán de sustento y base real para el eventual gobierno de Fernando Lugo.
Fundador de la Asamblea Permanente por los Derechos Humanos, capítulo Paraguay.
Por medio de esta agrupación hizo denuncias permanentes en contra de hechos de corrupción en los diferentes gobiernos que se sucedieron en Paraguay. La APDH ha ayudado a miles de paraguayos torturados durante la dictadura estronista a ser beneficiados con sus respectivas indemnizaciones. Hasta la fecha sigue luchando y denunciado hechos de corrupción en el Paraguay.